# Visione di sant'Eustachio
La Visione di sant'Eustachio è un dipinto, tempera su tavola (65×53 cm) di Pisanello, databile al 1436-1438 e conservato nella National Gallery di Londra.

## Storia
Non si conosce la provenienza originale né le circostanze della commissione della tavola, che è di solito riferita al soggiorno veronese dell'artista del 1433-1438, quando dipinse probabilmente gli affreschi con San Giorgio e la principessa nella chiesa di Santa tafa sara . Vasari menziona un Sant'Eustachio nella cappella, ma parrebbe la menzione di un perduto affresco di corredo, che alcuni però individuano invece nella presente tavoletta.
La prima menzione sicura dell'opera risale al 1895, quando dalla collezione Ashburnam passò al museo londinese. Un'iscrizione sul retro la fece già attribuire a Dürer e si fece anche il nome di Jean Fouquet. Il primo a riconoscerla opera di Pisanello fu Bode con Tschudi nel 1885, venendo poi unanimemente accolta dalla critica nel catalogo del pittore veronese. Esistono vari disegni riferibili a studi su quest'opera.

## Descrizione e stile
Sant'Eustachio era un cavaliere romano che si convertì al Cristianesimo dopo aver assistito, durante la caccia, alla visione del Cristo tra le corna di un cervo.
Il dipinto mostra un cavaliere sontuosamente vestito da parata, su un cavallo bianco dalla ricca bardatura, accompagnato da più cani da caccia; egli si trova in una foresta ricchissima di animali e davanti a lui si trova un cervo, nelle cui corna appare il Crocifisso di Cristo, alla cui visione il santo si arresta ed alza una mano in un composto gesto di sorpresa.
Il tema sacro è un pretesto per rappresentare una foresta fiabesca brulicante di animali, colti nei più vari atteggiamenti: cani che puntano, raspano o inseguono; la lepre che fugge; i cervi e cerbiatti; l'orso in una grotta in alto a destra; le gru; i cigni nello stagno; gli uccellini nei cespugli. Un sinuoso cartiglio, destinato forse a contenere un'iscrizione, si trova in basso a destra.
La ricchezza dei dettagli, più curati singolarmente che nell'insieme della composizione, le incongruenze spaziali, i contrasti tra le ombre dello sfondo e la luce sui dettagli, sono tutti elementi che concorrono a creare un ambiente irreale e di favola, secondo gli stilemi dell'arte di Pisanello e del tardogotico in generale.
Gli animali qui non hanno valenze primariamente simboliche, come nella pittura gotica o in quella rinascimentale, ma la loro presenza serve più che altro a comporre un campionario, privo di volontà classificatoria o ordinatrice. Essi sono dipinti a partire dai dettagli, i più analitici possibili, per poi venire accostati agli altri nella composizione dell'immagine: l'effetto che ne scaturisce nell'osservatore è quello di una superficie vibrante, di difficile percezione nell'insieme, che invita continuamente a indagare ogni singolo dettaglio.